# Suppone II
Suppone II (... – IX secolo) fu duca di Spoleto per il solo anno 871, oltre che conte di Asti, Parma e Torino.

## Biografia
Suppone II era figlio di Adelchi I di Spoleto mentre l'identità della madre è sconosciuta: essa forse era una guglielmide, stessa dinastia della moglie di Bernardo d'Italia, Cunegonda. Era dunque un membro della famiglia dei Supponidi. Engelberga, moglie di Ludovico II il Giovane, potrebbe essere stata la sorella. Era conte di Parma, Asti e Torino. Insieme al suo cugino, Suppone III, è stato il magnate laico capo in Italia durante il regno di Ludovico.
Suppone venne trasferito al comando della contea di Torino e di Asti per volere di Carlo il Calvo. Gli storici Sergi e Bordone legano questo Suppone ai Supponidi. Egli è il primo conte di Asti documentato dopo quasi 80 anni dalle notizie del conte Enrico del Friuli (la cui reggenza alla contea è però incerta), comparendo in tale veste in un placito dell'880: in esso appare Baterico in qualità di visconte di Suppone e facente le veci in sua assenza, ed il vescovo della città Ilduino. Inoltre, esiste già un documento di quel periodo in cui il conte di Asti è Oldorico.
Suppone, secondo il Cipolla morì intorno all'887, visto che l'ultimo suo documento in vita è dell'882 e sua moglie Berta, compare in un documento dell'887 ricordata come vedova.

## Matrimonio e figli
Suppone II sposò Berta, figlia di Vifredo I, conte di Piacenza. Essi ebbero cinque figli:
- Adelchi/Adalgiso II, parte della tria fulmina belli dei Gesta Berengarii Imperatoris[1][7];
- Bosone (888-913), parte della tria fulmina belli dei Gesta Berengarii Imperatoris[1][7];
- Vifredo II (888-913), conte di Piacenza, parte della tria fulmina belli dei Gesta Berengarii Imperatoris[1][7];
- Ardingo, vescovo di Brescia dal 911 al 922, arcicancelliere del cognato Berengario del Friuli[1]; secondo Matteo Taddei[8], egli fu il probabile autore delle Gesta Berengarii Imperatoris;

- Bertila, che sposò Berengario del Friuli, re d'Italia[1].

### Generale
- (EN)  Chris Wickham, Early Medieval Italy: Central Power and Local Society 400-1000, MacMillan Press, 1981.

### Per il comitato di Asti
- Bianco A., Asti Medievale, Ed CRA 1960
- Cipolla Carlo, Appunti per la storia di Asti, 1891
- De Canis G.S., Proposta per una lettura della corografia astigiana, C.R.A 1977
- Ferro, Arleri, Campassi, Antichi Cronisti Astesi, ed. dell'Orso 1990 ISBN 88-7649-061-2
- Gabiani Nicola, Asti nei principali suoi ricordi storici vol 1, 2, 3. Tip. Vinassa 1927-1934
- Gabiani Nicola, Le torri le case-forti ed i palazzi nobili medievali in Asti, A. Forni ed. 1978
- Gabotto F., Le più antiche carte dell'archivio capitolare di Asti (Corpus Chart. Italiae XIX). Pinerolo Chiantore-Mascarelli 1904
- Gorrini G., Il comune astigiano e la sua storiografia. Firenze Ademollo & c. 1884
- Grassi S., Storia della Città di Asti vol I, II. Atesa ed. 1987
- Taricco S., Piccola storia dell'arte astigiana. Quaderno del Platano Ed. Il Platano 1994